# 竜野周一郎

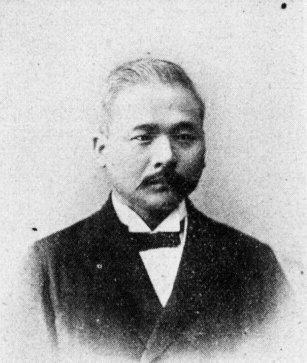
竜野周一郎

竜野 周一郎（たつの しゅういちろう、元治元年4月7日（1864年5月12日） - 昭和3年（1928年）4月11日）は、日本の衆議院議員（自由党→憲政党→立憲政友会）、実業家。

## 経歴
信濃国小県郡石神村（現長野県上田市）出身。旧制上田中学などで学んだ。明治14年（1881年）、小県郡の教育家の知識交換のために集義社を設立。同年、益友社という政社をおこし、自由党に加入した。自由党の遊説員として北信地方を回ったが、政府から演説を禁止されてしまった。
そこで軍談師の免許を取得して先憂亭後楽と称し、政治講談によって自由民権思想を広めた。明治17年（1884年）の飯田事件に関係したとして検挙されたが証拠不十分として免訴となった。同22年（1889年）、雑誌「愛民」を発行した。明治24年（1891年）、小県郡会議員に選出。翌年、長野県議会議員に選出され、議長も務めた。
明治31年（1898年）の第5回衆議院議員総選挙に長野県から出馬し、当選。以後、埼玉県から出馬した第14回衆議院議員総選挙を含めて、断続的に5期務めた。その他、田沢炭鉱株式会社、上田温泉軌道株式会社などの役員も務めた。

## 親族
- 富島元治 - 妹の夫。台湾総督府警務局長。高雄州知事。